# Julien Dobbelaer
Julianus „Julien” Dobbelaer (ur. 22 lutego 1921 w Gandawie, zm. 19 sierpnia 1961 tamże) – belgijski zapaśnik walczący w stylu klasycznym. Olimpijczyk z Londynu 1948, gdzie zajął jedenaste miejsce w kategorii do 73 kg.

## Letnie Igrzyska Olimpijskie 1948
| Konkurencja          | Rundy eliminacyjne      | Rundy eliminacyjne  | Klas. końcowa |
| Konkurencja          | Przeciwnik I            | Przeciwnik II       | Miejsce       |
| -------------------- | ----------------------- | ------------------- | ------------- |
| 73 kg styl klasyczny | Miklós Szilvásy (HUN) P | Andy Wilson (GBR) Z | 11.           |